# Seeherrschaft
Seeherrschaft ist ein machtpolitischer Begriff und steht für die Beherrschung von Seeverbindungslinien (sea lines of communication). Seeherrschaft kann global, ozeanweit und/oder in Randmeeren sowie Binnenmeeren ausgeübt werden. Bei bestehender Seeherrschaft wird eigener Seeverkehr geschützt und gegnerischer Seeverkehr unterbunden. Die Aufrechterhaltung der Seeherrschaft ist abhängig vom Durchsetzungsvermögen der stärksten Seemacht. Ein wesentliches Kriterium ist die Dauer der Seeherrschaft in einem Seegebiet, das nicht wie eine Landmasse permanent besetzt werden kann.

## Die strategische Bedeutung von Meerengen
Meerengen haben strategische Bedeutung. Die Zufahrt zu beiderseits der Meerenge liegenden Meeren kann im Kriege relativ leicht unterbunden werden. In diesem Falle tragen die Meerengen zur Sicherung der Seeherrschaft in jenseits der Meerengen angrenzenden Meeren bei.
Beispiele strategischer Meerengen:
- Für die Nordsee: der Ärmelkanal (siehe Unternehmen Cerberus)
- Für die Ostsee die Belte und der Öresund zusammen mit dem Nord-Ostsee-Kanal
- Für das Schwarze Meer: die Dardanellen und der Bosporus - (siehe Schlacht von Gallipoli und Vertrag von Montreux)
- Für das Mittelmeer: die Straße von Gibraltar im Zusammenspiel mit dem Suezkanal sowie die Straße von Otranto (siehe Otranto-Sperre)
- Für den Persischen Golf: die Straße von Hormus
- Für das Rote Meer: das Bab al-Mandab
- Für Atlantik und Pazifik: der Panamakanal
- Für das Südchinesische Meer: die Karimata-Straße und die Sundastraße (siehe Schlacht in der Sundastraße)

## Die Bedeutung der Seeherrschaft in der Geschichte
In der Antike war die durch die damaligen Seemächte ausgeübte Seeherrschaft im Mittelmeer eine der Voraussetzungen für die Ausbreitung von Staaten oder Bündnissen. So übernimmt Mykene die Rolle Kretas. Dann wurden Phönizier, Punier, klassische Hellenen, Etrusker und Römer zu Herrschern über Teilbereiche oder das gesamte Mittelmeer. 
Während im Mittelalter Staaten wie Venedig oder auch Piraten bestimmte Routen oder Küstenmeere beherrschten, lösten sich mit dem Beginn der globalen Schifffahrt in der frühen Neuzeit Portugiesen (15. und 16. Jahrhundert), Spanier (16. und frühes 17. Jahrhundert), Niederländer (17. Jahrhundert), Franzosen (18. Jahrhundert), Engländer (18. und unangefochten 19. bis frühes 20. Jahrhundert) und die Vereinigten Staaten von Amerika (20. und frühes 21. Jahrhundert) in der Vorrangstellung auf den Meeren ab.
Im 20. Jahrhundert versuchten neue Seemächte, die Seeherrschaft in Teilen der Weltmeere an sich zu reißen: Deutschland in beiden Weltkriegen, Italien und Japan im Zweiten Weltkrieg sowie die Sowjetunion im Kalten Krieg. Letztlich scheiterte aber jeder dieser Versuche.